# Julia Chang
Julia Chang (ジュリア・チャン?, Juria Chan) è un personaggio immaginario della saga di videogiochi Tekken e figlia adottiva di Michelle Chang. Arriva per la prima volta in Tekken 3.

## Storia
Sin da piccola Julia fu addestrata dalla madre adottiva Michelle Chang per proteggere la loro tribù.
Un giorno Ogre, il Dio della lotta che assorbì le anime dei più esperti lottatori di arti marziali in tutto il mondo, assorbì alcune anime nel villaggio della giovane. Contemporaneamente la madre si recò in Giappone da Heihachi per scoprire se il tesoro della loro tribù avesse a che fare con il Dio della lotta, ma Michelle non fece più ritorno. Allora Julia partecipò a Tekken 3 per ritrovare la propria madre.
Dopo il torneo Julia si iscrisse alla facoltà universitaria di archeologia e scoprì che il suo villaggio era soggetto ad un rapido processo di desertificazione allora volle a tutti i costi fermarlo. Julia unì un gruppo di esperti nella ricerca genetica condotto dal professor T. con l'aiuto della G. Corporation per studiare il meccanismo del rimboschimento. Julia riuscì a progettare il processo di rimboschimento però la Mishima Zaibatsu rase al suolo la G. Corporation perdendo tutti i dati contenuti nei computer. La ragazza cercò in rete tutti i dati persi ma trovò solo l'annuncio dell'inizio di Tekken 4, e decise di parteciparvi. Nel suo epilogo dopo aver vinto il torneo e aver preso possesso della Mishima Zaibatsu, Julia ha accesso alle ricerche della compagnia e anche ad alcune della G Corporation; Julia vorrebbe servirsene per salvare le foreste della Terra e riforestare il pianeta ma indagando scopre che la compagnia sta studiando un componente genetico raro chiamato Gene del Diavolo, chi lo possiede assume un potere pericolosissimo che potrebbe anche distruggere l'intera umanità; Julia vuole quindi eliminare tali ricerche ma lo scienziato Abel tenta di impedirglielo; Julia riesce comunque nell'intento e dopo aver distrutto tutte le ricerche sul Gene del Diavolo fugge dai laboratori della Mishima Zaibatsu evitando i colpi di pistola di Abel, successivamente Julia giura di trovare comunque un modo per riforestare il pianeta.
Dopo il quarto torneo Julia non riuscì a ritrovare i dati per il rimboschimento, dopo un duro lavoro il progetto non sarebbe potuto andare avanti, ma un giorno le venne recapitata una lettera in lingua straniera con scritto "Cara Julia" e un invito per Tekken 5, alla fine del quale ottenne i dati che cercava da uno dei partecipanti, Ganryu. Nel suo finale, dopo la vittoria al torneo Julia sfrutta le ricerche e le risorse della Mishima Zaibatsu per costruire un laboratorio in Arizona, che intende riforestare. Tuttavia il suo progetto non va in porto rivelandosi un fallimento; Julia sognava di vedere immense foreste in quelle terre ma adesso il suo sogno le sembra solo una mera illusione. Dopo aver perso quasi ogni speranza, durante una giornata lavorativa, nota che nel suo laboratorio è iniziato a crescere un germoglio e capisce che per il suo progetto c'è ancora qualche possibilità.
Julia è presente come personaggio giocabile in Street Fighter X Tekken.